# Ржавчик (приток Самуськи)
Ржавчик — река в Томском районе Томской области России. Устье реки находится в 52 км от устья Самуськи по левому берегу. Длина реки составляет 13 км.

## Данные водного реестра
По данным государственного водного реестра России относится к Верхнеобскому бассейновому округу, водохозяйственный участок реки — Томь от города Кемерово и до устья, речной подбассейн реки — Томь. Речной бассейн реки — (Верхняя) Обь до впадения Иртыша.